# 1984 في هولندا
هذه المقالة تسرد بعض الأحداث التي حدثت في هولندا عام 1984

## حالي
- ملك: بياتريكس ملكة هولندا
- رئيس وزراء: ريود لوبرز